# Stauropides
Stauropides là một chi bướm đêm thuộc họ Noctuidae.